# Жгув (гміна, Конінський повіт)
Гміна Жгув (пол. Gmina Rzgów) — сільська гміна у північно-західній Польщі. Належить до Конінського повіту Великопольського воєводства.
Станом на 31 грудня 2011 у гміні проживало 7083 особи.

## Територія
Згідно з даними за 2007 рік площа гміни становила 104.68 км², у тому числі:
- орні землі: 71.00%
- ліси: 20.00%

Таким чином, площа гміни становить 6.63% площі повіту.

## Населення
Станом на 31 грудня 2011:
| Опис     | Загалом | Загалом | Чоловіки | Чоловіки | Жінки | Жінки |
| -------- | ------- | ------- | -------- | -------- | ----- | ----- |
| одиниця  | осіб    | %       | осіб     | %        | осіб  | %     |
| все      | 7083    | 100     | 3488     | 49.24    | 3595  | 50.76 |
| міське   | 0       | 100     | 0        |          | 0     |       |
| сільське | 7083    | 100     | 3488     | 49.24    | 3595  | 50.76 |

## Сусідні гміни
Гміна Жгув межує з такими гмінами: Голіна, Гродзець, Заґурув, Льондек, Рихвал, Старе Място.